# Bo Oppe
Bo Oppe (Dordrecht, 29 september 1999) is een Nederlands korfballer. Sinds 2019 speelt hij korfbal op het hoogste Nederlandse niveau, namelijk in de Korfbal League. Hij debuteerde in die competitie namens KCC, maar speelt sinds 2023 voor PKC.
Daarnaast is Oppe sinds 2022 een speler van het Nederlands korfbalteam. Zowel zijn vader als zijn moeder, Kees Jan Oppe en Monique Oppe- van den Broek, speelden ook op het hoogste niveau korfbal in de jaren '90 met CKV Oranje Wit.

## Spelerscarrière

### Oranje Wit
Oppe begon met korfbal bij CKV Oranje Wit. Hier doorliep hij de jeugdteams. Ook speelde hij in het eerste team.

### KCC
In 2019 stapte Oppe, op 19 jarige leeftijd, over naar KCC, een club die in het seizoen ervoor net uit de Korfbal League was gedegradeerd, maar in de velcompetitie juist promotie had gemaakt naar de Ereklasse.
In het eerste seizoen van Oppe bij KCC kreeg hij onder leiding van coach Frits Wip een basisplaats.
In dit seizoen (2019-2020) won KCC slechts 1 van de eerste 5 veldduels in de Ereklasse. In de zaalcompetitie speelde KCC in de Hoofdklasse.
Dit zaalseizoen kwam na 14 gespeelde duels tot een stop vanwege de coronapandemie. KCC stond op dat moment bovenaan in de Hoofdklasse A met 25 punten uit 14 wedstrijden. Ook de Korfbal League werd stilgelegd.
Het seizoen werd niet verder uitgespeeld, maar op basis van de ranglijst maakte KCC promotie naar de Korfbal League voor het volgende seizoen. De rest van het veldseizoen in de Ereklasse werd ook niet meer uitgespeeld.
In het tweede seizoen van Oppe bij KCC, 2020-2021 maakte Oppe zijn debuut in de Korfbal League. KCC won slechts 1 van de 10 competitieduels. De ploeg degradeerde echter niet omdat er geen Hoofdklasse was gespeeld. Hierdoor was KCC alsnog verzekerd van een plek in de Korfbal League van volgend seizoen.
In seizoen 2021-2022 beleefde KCC onder coaches Robin Diepenhorst & Wilrik Wassink een aardig seizoen.
In de zaalcompetitie stond KCC na 10 duels in de zogenoemde degradatiepoule. Na het uitspelen van deze poule had KCC zich veilig gespeeld voor handhaving. In dit zaalseizoen scoorde Oppe 90 goals uit 15 duels (6 per wedstrijd). Hiermee was hij de nummer 2 topscorer van de Korfbal League, achter Gertjan Meerkerk.
In de veldcompetitie deed de ploeg het nog beter, want het werd uiteindelijk 3e in de Ereklasse A.
In seizoen 2022-2023 beleefde KCC een goed seizoen. Zo wisten ze in de zaalcompetitie te winnen van DVO en speelden ze gelijk tegen PKC en Fortuna. Na de reguliere competitie had de ploeg 15 punten uit 18 wedstrijden verzameld. Dit was goed voor de 7e plek, wat ruim voldoende was voor handhaving. Wel was er individueel succes voor Oppe, want hij werd met 118 goals de mannenlijke topscorer van de Korfbal League.

### PKC
Na 4 seizoenen bij KCC besloot Oppe voor seizoen 2023-2024 over te stappen naar de regerend zaalkampioen PKC.
In seizoen 2023-2024 werd het wederom en sterk seizoen voor PKC. In de zaalcompetitie won PKC 15 van de 18 wedstrijden en stond na de reguliere competitie op de 1e plek. Zodoende ging PKC als favoriet de play-off serie in. In de best-of-3 serie was KZ de tegenstander, de ploeg die als 4e eindigde in de competitie. PKC won in 2 wedstrijden, waardoor het zich plaatste voor de zaalfinale in Ahoy. Net als in het seizoen ervoor was DVO de tegenstander in Ahoy. In deze zaalfinale gaf DVO PKC meer partij, maar ook nu wist PKC de wedstrijd te winnen (23-21). Hierdoor wist PKC hun zaaltitel te prolongeren. Iets later, in de veldcompetitie plaatste PKC ongeslagen zichzelf voor de kruisfinale. Hier was Fortuna de tegenstander en die bleek een maatje te groot, PKC verloor de kruisfinale met 12-11.
Seizoen 2024-2025 zou een bijzonder seizoen worden voor PKC. De ploeg, als titelhouder, begon de competitie wat rommelig. Ploegen zoals DVO, Fortuna en LDODK hadden zich al een tijdje voor de play-offs van de Korfbal League geplaatst en PKC moest met AKC Blauw-Wit uitmaken welke ploeg het laatste play-off ticket zou krijgen. Het kwam aan op de laatste speelronde en PKC verzekerde zich op het nippertje van het laatste play-off plaatsje. Zodoende ging PKC als nummer 4 de play-offs in en moest het daardoor opnemen tegen de nummer 1 van de reguliere competitie, DVO. In de best-of-3 serie won PKC overtuigend in 2 wedstrijden waardoor het (tegen de verwachtingen in) zich alsnog plaatste voor de zaalfinale, voor de 7e keer op rij. In de zaalfinale was Fortuna de tegenstander en PKC won de finale met 21-17, mede dankzij een sterk optreden van Jorien Jordaan. Hierdoor was PKC voor het 3e jaar op rij de zaalkampioen.
Iets later, in de veldcompetitie stond PKC ook in de finale. In de finale was DOS'46 de tegenstander. De finale eindigde in 19-19 gelijkspel en ook na verlenging was er geen winnaar. De finale werd besloten via strafworpen, waarbij DOS'46 de wedstrijd won.

## Erelijst
- Korfbal League kampioen, 2x (2024, 2025)
- Topscorder Korfbal League, 1x (2023)
- Champions League kampioen, 2x (2024, 2025)

## Oranje
Oppe werd in de jeugd al geselecteerd voor Jong Oranje, maar in september 2022 werd hij door bondscoach Jan Niebeek toegevoegd aan het Nederlands korfbalteam.
Oppe won een gouden plak op de onderstaande internationale toernooien:
- WK 2023